# ПАВЕЦ „Чаира“
ПАВЕЦ „Чаира“ е помпено-акумулираща водноелектрическа централа (ПАВЕЦ), разположена над село Сестримо, Югозападна България. Разполага с 4 помпено-генераторни хидроагрегата с общ капацитет за производство на електричество 864 MW и за изпомпване на вода 788 MW. С това ПАВЕЦ „Чаира“ е най-голямата помпено-акумулираща централа в югоизточна Европа. Захранва се с водите на язовир „Чаира“ в помпен режим и на язовир „Белмекен“ в генераторен. Собственост на Националната електрическа компания.
След възникнала авария на една от турбините през март 2022 година централата не работи. Според министър Росен Христов ситуацията с централата е много тежка и за цялостен ремонт ще бъдат нужни 2 милиарда лева.

## Технически характеристики
Горен изравнител на централата е язовир „Белмекен“, който се свързва с нея с два напорни тръбопровода с дължина по 1,7 километра и диаметър между 4,4 и 4,2 метра, разположени на около 50 метра един от друг. Геодезичният пад до долния изравнител язовир „Чаира“ е 689 m. ПАВЕЦ „Чаира“ е подземна електроцентрала – машинната зала се намира на 350 метра под земята в каверна с размери 22,5 × 11,5 m с максимална височина 43 m. В странична каверна са разположени трансформаторите на централата.
Инсталираната мощност е 864 MW в турбинен и 788 MW в помпен режим. Централата има четири обратими агрегата с турбини на Френсис с мощност по 216 MW и максимален дебит 36,0 m³/s в турбинен и 29,3 m³/s в помпен режим. Проектното производство е 1180 GWh, а средното реално до 2010 година – 350 GWh.

## История
Главния проектант на ПАВЕЦ „Чаира“ е инж. Георги Куков, а стадиите на проучване и проектиране, отнасящи се до електрическата част и компановката на ПАВЕЦ „Чаира“ се извършват лично от инж. Любен Красини.
Строителството е извършено на два етапа, първият от които започва през 1980 г. и поради финансови затруднения е завършен през 1995 г. През първия етап са изградени подземната машинна зала, 2 бр. напорни тунела с обща дължина 4300 м, подземен напорен тръбопровод №1 с дължина 1800 м, хидроагрегати №1 и №2, както и долния изравнител яз. „Чаира“ с язовирна стена. Хидроагрегати №1 и №2 влизат в експлоатация през април 1995 г. Оборудването за първия етап е доставено от японската компания „Тошиба“. От Япония се доставят и високоякостните стомани за част от тръбите на напорната деривация, които имат най-голямото произведение на напор и диаметър (4620 m²) в света по това време, произведени в специално изграден цех в Септември.
Вторият етап на ПАВЕЦ „Чаира“ е изграден в периода 1996 г. – 1999 г. Финансирането на този етап е осигурено от Световната банка (74%) и НЕК-ЕАД (26%). Изградени са напорен тръбопровод №2, водна кула и главен трансформатор №2, и хидроагрегати №3 и №4. Оборудването за втория етап е произведено по японски лиценз във „Вапцаров“ АД, Плевен и „Елпром-ЗЕМ“ АД, София. Хидроагрегати №3 и №4 влизат в експлоатация през август 1999 г.
Преди пускането на първия етап на ПАВЕЦ "Чаира" беше назначен експлоатационен персонал - инженери и техници. Те се подготвяха за експлоатацията на уникалната централа като разработваха експлоатационна и ремонтна документация, участваха в пусковите изпитания на агрегатите и съоръженията към тях и други дейности.
Един от главните специалисти, отговарящ за тези процеси беше инж. Христо Георгиев Шевъртов. Той работи в ПАВЕЦ-а от 1992 г. до 2002 г.  През това време в различни периоди е заемал следните позиции: началник хидротехнически цех, енергетик и началник ПАВЕЦ.

## Увеличаване на капацитета
Среднодневната работа на ПАВЕЦ „Чаира“ е ограничена от обема на долния изравнител яз. Чаира. Текущият му обем позволява непрекъсната работа от 8.5 часа в генераторен режим и 11 часа в помпен режим. За да се увеличат оперативните възможности на ПАВЕЦ „Чаира“ е необходимо да се увеличи капацитетът на долния изравнител. За тази цел е планирано изграждането на яз. Яденица в съседната долина, който ще бъде свързан с яз. Чаира чрез реверсивен тунел с дължина около 7 км. Това ще увеличи капацитета на долния изравнител трикратно и ще позволи непрекъсната работа на централата от 24 часа при пълна генераторна мощност.
По предварителни данни изграждането на язовир „Яденица“ струва 70 милиона долара. Строителството е започнато със средства на НЕК-ЕАД и до октомври 2009 г. е изпълнено временно строителство за язовирната стена и е започнато изграждането на свързващия тунел от двете му страни. Към този момент строителството е спряно поради липса на финасиране.

## Авария
Уникалната централа "катастрофира" през март 2022, когато след планов основен ремонт, при пусков тест, един от четирите агрегата аварира при много странни обстоятелства. Оттогава централата не работи. Направените анализи показват, че причината се корени в умора на материала. Според изнесените данни от тогавашния министър на енергетиката Румен Радев, централата е била жестоко експлоатирана в режим на свръхнатоварване през периода 2016-2019, за да компенсира бързо нарастващия брой ВЕИ. Очакваният живот на агрегатите е бил 60 години, но по причина свръхнатоварване, той се е съкратил до 30. Министър Радев е разкрил и друг проблем, планираните задължителни периодични ремонти са били прескачани или бавени с петилетки, .
На 5 септември 2024 е подписан меморандум между Р. България и Япония, с който се насърчава сътрудничеството за възстановяване на ПАВЕЦ Чаира. В рамките на този меморандум, компанията "Toshiba Energy Systems& Solutions Corporation" ще съдейства за бързото възстановяване на централата, .